# Why Does It Always Rain on Me?
Why Does It Always Rain on Me? è un singolo del gruppo musicale scozzese Travis, pubblicato nel 1999 ed estratto dall'album The Man Who.

## Video musicale
Il video musicale è stato diretto da John Hardwick ed è stato girato in Cornovaglia.

## Tracce
- CD 1 (UK)

1. Why Does It Always Rain on Me? – 4:27
2. Village Man – 3:18
3. Driftwood (live at the Link Café, Glasgow) – 4:07

- CD 2 (UK)

1. Why Does It Always Rain on Me? – 4:27
2. The Urge for Going – 6:04
3. Slide Show (live at the Link Café, Glasgow) – 3:15

- 7" (vinile)/Cassetta

1. Why Does It Always Rain on Me? – 4:27
2. Village Man – 3:18